# Acordulecera pellucida
Acordulecera pellucida – gatunek błonkówki z rodziny Pergidae.

## Taksonomia
Gatunek ten został opisany w 1898 roku przez Friedricha Konowa pod nazwą Acorduleceros pellucidus. Jako miejsce typowe podano Dallas w Teksasie. Syntypem jest samica. W 1908 MacGillivray opisał ten takson pod nazwą Acordulecera minuta (miejs. typ. Ames w st. Iowa, lektotyp (samica) wyznaczony przez Theodore'a Frisona w 1927 roku), zaś Rohwer w 1912 opisał go pod nazwą Acordulecera scutellata (miejs. typ. West Point w st. Nebraska, holotypem była samica). Obie te nazwy zostały zsynonimizowane z pierwotną przez Davida Smitha w 1973 roku. 

## Zasięg występowania
Ameryka Północna, znany z płd.-wsch. Kanady i wsch. części USA od Connecticut i Georgii na wsch., po Nebraskę i Teksas na zach.